# Лебединський міський художній музей імені Бориса Руднєва
Лебединський міський художній музей імені Б. К. Руднєва — міський художній музей у Лебедині (місто обласного підпорядкування і районний центр Сумської області), цікаве регіональне мистецьке зібрання; один з найдавніших художніх музейних осередків Сумщини: має ім'я засновника і першого директора Б. К. Руднєва.

## Загальні та історичні відомості
Лебединський міський художній музей міститься в історичній будівлі середмістя Лебедина й розташований за адресою:
пл. Волі, буд. 17, м. Лебедин—42200 (Сумська область, Україна).
Заклад працює: вт.-пт. 8-00 до 17-15, сб. 08:00 до 16:00. Вихідні дні — неділя, понеділок. 
Директор музею — Андрій Акрямович Гєльмінтінов.

## Історія
Будівля музею була побудована на кошт графа Олексія Капніста у 1910—1912 роках як будинок лікаря Костянтина Зільберника.
Початок створення музейної колекції в Лебедині відноситься до 1918 року — тоді тут була влаштована Перша виставка української старовини, організаторами якої були земський діяч М. А. Грищенко і мистецтвознавець С. А. Таранушенко, що й зародило ідею створення в Лебедині музею старожитностей. 
Музей був заснований 20 листопада 1918 року інженером-технологом з Харкова Борисом Кузьмичем Руднєвим (1879—1944). Основу музейної колекції склали націоналізовані приватні зібрання з колишніх поміщицьких маєтків Анненкових, Бразолів, графів Капністів, Красовських, Хрущових у селах Бобровому, Куличці, Лихвині, Михайлівці, Рябушках тодішнього Лебединського повіту Харківської губернії. 
23 березня 1919 року офіційно відкрився Лебединський художньо-історичний музей ім. Т. Г. Шевченка — так музей називався перші 2 десятиліття свого існування. 
У 1937 році музей перейменували на Лебединський державний художній музей. 
У роки Другої світової війни колекція музею була врятована від пограбування завдяки мужності й самовідданості його директора Б. К. Руднєва. 
1964 року музей було реорганізовано у філію Сумського державного обласного художнього музею. 
Від 1 липня 1997 року музей знову став самостійним музейним закладом — Лебединським міським художнім музеєм. 
На Лебединщині розташоване родове коріння найбільшої в Україні мистецької династії Кричевських, тому 2003 року в музеї  влаштовано меморіальний зал «Мистецькі дивосвіти родини Кричевських» — своєрідний «музей у музеї».
23 травня 2008 року рішенням сесії Лебединської міської ради йому присвоєно ім'я засновника і першого директора Б. К. Руднєва.

## Фонди та експозиції
Нині колекція Лебединського міського художнього музею нараховує понад 2 000 експонатів, які надають можливість ознайомитися з оригінальними творами представників різних шкіл вітчизняного й зарубіжного мистецтва і на основі цього скласти уявлення про головні етапи його розвитку.
Постійна музейна експозиція побудована за історико-хронологічним принципом. У 7 експозиційних залах представлені декілька сотень творів живопису, графіки, скульптури, зразки старовинних художніх меблів, кераміки, нумізматики і фалеристики. В експозиції також репрезентовані український старовинний іконопис й унікальні зразки українських портретів парсунного типу XVIII століття, твори українських і російських художників XIX — початку ХХ століть С. Васильківського, П. Левицького, О. Молінарі, К. Рабуса, С. Світославського, О. Тиранова, О. Цеге фон Мантейфеля. Гордістю музею є картини відомих російських художників-передвижників В. Максимова, Г. Мясоєдова, В. Полєнова, В. Сєрова, порцеляна Волокитинської порцелянової мануфактури А. Миклашевського, художні меблі стилів бароко, рококо, класицизму, ампіру та модерну.
У експозиції «Мистецькі дивосвіти родини Кричевських» представлено творчий доробок кожного з шістьох Кричевських — Василя і Федора Григоровичів, Миколи та Василя Васильовичів, Олени Євгенівни та Катерини Василівни Кричевської-Росандіч.
Значне місце в експозиції посідають твори радянського періоду — живопис О. та П. Басанців, М. Вайнштейна, С. Герасимова, Миколи Глущенка, Івана Їжакевича, Фотія Красицького, В. Могилевського, М. та І. Можарських, Семена Прохорова, В. Сварога, Карпа Трохименка, В. Цвєткової, Сергія Шишка, графіка Василя Касіяна, Є. Кацмана, В. Цимпакова, скульптура Івана Зноби, Івана Кавалерідзе, І. Мельгунової, К. Посполітака. Своєрідність художнього життя України кінця ХХ — початку XXI століть представлена творами Е. Айрапетяна, С. Артемчика, І. та Е. Білинських, Ніни Вербук, Івана Гапоченка, Надії Гудилко, П. Ковтуна, М. Маринича, А. Мордовця, М. Огурного, С. Півторака, С. Побожія, О. Редьки, Г. Рідної, В. Чевгуза, І. Швачунова, П. Шигимаги та інших сучасних митців.
Експозиція музею може змінюватися, щоб відвідувачі змогли поступово ознайомитися з більшою частиною колекції.

## Діяльність
Колектив наукових співробітників Лебединського міського художнього музею здійснює значну науково-дослідну, пошукову й виставкову діяльність, влаштовує тематичні масові заходи, широко популяризує музейні скарби. 
У музеї часто влаштовуються виставки оригінальних творів мистецтва. Працівники музею організовують також пересувні художні виставки, проводять екскурсії, читають лекції на теми образотворчого та декоративно-ужиткового мистецтва. 
Співробітниками музейного закладу також розроблено низку туристичних маршрутів.